# Wapen van de Verenigde Arabische Emiraten
Het wapen van de Verenigde Arabische Emiraten (Arabisch: شعار الإمارات العربية المتحدة) is een van de nationale symbolen van de Verenigde Arabische Emiraten.
Het is gelijkaardig aan de wapens van een aantal andere Arabische staten. Het wapen toont een gouden valk of havik, het symbool van het Qoeraisj-stamverband, waartoe ook de profeet Mohammed behoorde. Op de borst staat in een witte cirkel een afbeelding van de vlag van de Verenigde Arabische Emiraten, omringd door zeven sterren die verwijzen naar de zeven emiraten van de Verenigde Arabische Emiraten.
Onder de vogel staat de officiële naam van de staat in het Arabisch afgebeeld.
De in aanbouw zijnde Falcon City of Wonders, een deel van Dubailand, is ontworpen naar de vorm van de valk.

## Geschiedenis

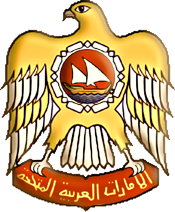
Wapen van de Verenigde Arabische Emiraten, 1973-2008

Het huidige wapen is het tweede sinds de Verdragsstaten in 1971 onafhankelijk werden. Het eerste werd officieel aangenomen in 1973.
De havik in dit oude wapen heeft een rode cirkel op zijn borst, waarin een traditioneel Arabisch zeilschip staat afgebeeld en die omringd is door een ketting. Dit schip, een dhow, is een symbool van de maritieme traditie van de Verenigde Arabische Emiraten en is eveneens te vinden in het wapen van Koeweit en het wapen van Qatar.
Per 1 mei 2008 is het huidige wapen ingevoerd. Naast de vervanging van het schip door de nationale vlag, is ook de kleur en het lettertype van de naam van het land aangepast.